# ルポ (フリゲート)
ルポ（イタリア語: Lupo, F 564）は、イタリア海軍のルポ級フリゲート1番艦。艦名はおおかみ座に由来する。

## 艦歴
「ルポ」は、リウーニティ造船リヴァ・トリゴソ造船所で建造され1974年10月11日に起工、1976年7月29日に進水、1977年9月20日に就役する。
ルポはミサイル駆逐艦「D550 アルディート」と補給艦「ストロンボリ」共に第6海軍部隊を編成し、1979年7月18日から1980年2月4日まで世界一周航海を行い33の港に寄港した。日本にも、1979年10月10-13日にかけて神戸港、14-20日にかけて横浜港に寄港している。
2003年、ペルー海軍に売却される。

## FM-56 パラシオス
パラシオス（スペイン語: BAP Palacios, FM-56）。ペルー海軍ではカルバハル級フリゲートに分類され、6番艦となっている。艦名は19世紀の太平洋戦争において活躍したエンリケ・シィスト・パラシオス・メンディブル（es:Enrique Sixto Palacios Mendiburu）に由来する。
尚、この艦名はイギリス海軍から譲り受けたデアリング級駆逐艦７番艦「ダイアナ」から改名した「BAP パラシオス」に次いで2隻目。
ペルー海軍は1970年代から1980年代にかけて旧式化していた艦艇の更新を目的としたカスティーリャ計画（Proyecto Castilla）を進めていた。この動向に対してイタリア海軍は同型艦を売却した実績から中古艦の売却交渉がすすめられていた。2003年に「オルサ」と同様に売却され、引渡しに備えての諸作業が進められる。2004年11月3日にフィンカンティエリの造船所においてペルー海軍に引き渡され「パラシオス」と命名される。